# Breed
«Breed» es una canción de la banda estadounidense de grunge Nirvana. Es la cuarta canción de su segundo álbum de estudio de 1991 titulado Nevermind. Es una de las canciones preferidas de parte de los fanes.
La letra fue escrita por Kurt Cobain, y la música por Krist Novoselic, Dave Grohl. La letra de la canción aborda temas de apatía y miedo adolescente dentro de la clase media estadounidense. El título original era «Imodium», debido al medicamento que debía tomar Tad Doyle, pero fue cambiado más tarde por problemas con los derechos de autor del mismo.
«Breed» ha aparecido en cinco videojuegos: Tony Hawk's Proving Ground, Guitar Hero on Tour, Rocksmith, Motorstorm y Fortnite Festival.

## Otras versiones
- Una versión en vivo aparece en el video Live! Tonight! Sold Out!!.
- Otra versión en vivo de 1989 aparece en el álbum From the Muddy Banks of the Wishkah.
- Una mezcla de la canción por Butch Vig aparece en With the Lights Out.
- Otra versión en vivo aparece en el álbum Live at Reading.

## Personal
- Kurt Cobain: Voz y guitarra.
- Krist Novoselic: Bajo
- Dave Grohl: Batería.

### En inglés
- Letra de la canción.